# Kitty Scott-Claus
Kitty Scott-Claus, nome artístico de Louie Westwood, é uma drag queen, atriz e cantora britânica. É reconhecida por ter competido na terceira temporada do programa televisivo RuPaul's Drag Race UK e RuPaul's Drag Race Global All Stars.

## Carreira
Kitty Scott-Claus competiu na terceira temporada do programa de competição e reality show RuPaul's Drag Race UK, tornando-se numa das três finalistas. Anteriormente, tinha tentado participar na segunda temporada, inspirada pela participação da sua drag sister Cheryl Hole, sendo as duas membros do grupo Gals Aloud, uma versão drag da banda britânica Girls Aloud. Durante a competição, venceu dois desafios principais, nomeadamente no sétimo e no oitavo episódio, chegando à prova final sem nunca sido classificada como uma das piores em qualquer prova ou realizado um lip synk para salvar a sua participação. Obteve a classifcação final de segundo lugar ao lado de Ella Vaday, tendo Krystal Versace vencido a temporada.
Posteriormente, foi vice-campeã do programa RuPaul's Drag Race Global All Stars, ficando apenas atrás da vencedora Alyssa Edwards.

## Filmografia

### Televisão
| Ano  | Título                              | Notas                               |       |
| ---- | ----------------------------------- | ----------------------------------- | ----- |
| 2021 | RuPaul's Drag Race UK               | Concorrente ( Série 3 )             |       |
| 2022 | Pointless Celebrities               | Concorrente (Série 15)              | [ 6 ] |
| 2022 | Celebrity Masterchef                | Concorrente (Série 17)              |       |
| 2022 | Queens for the Night                | Mentora (especial único)            | [ 7 ] |
| 2022 | Strictly Come Dancing: It Takes Two | Concorrente (Série 20)              |       |
| 2023 | Strictly Come Dancing: It Takes Two | Concorrente (Série 21)              |       |
| 2023 | The Weakest Link                    | Concorrente (especial celebridades) |       |
| 2024 | Bring Back My Girls                 | Convidada                           |       |
| 2024 | RuPaul's Drag Race Global All Stars | Concorrente                         |       |

### Teatro
| Ano  | Título                         | Papel  | Teatro           |       |
| ---- | ------------------------------ | ------ | ---------------- | ----- |
| 2022 | Death Drop                     | Shazza | Teatro Criterion | [ 8 ] |
| 2023 | Death Drop 2 Back in the Habit | Sister | Teatro Garrick   |       |

## Prêmios e nomeações
| Ano  | Órgão que concede prêmios | Categoria       | Resultados | Ref. |
| ---- | ------------------------- | --------------- | ---------- | ---- |
| 2022 | The Queerties             | Future All-Star | Nomeada    |      |